# Olga Karnovitch Paley
Pour les articles homonymes, voir Paley (homonymie).
 (février 2019).
Si vous disposez d'ouvrages ou d'articles de référence ou si vous connaissez des sites web de qualité traitant du thème abordé ici, merci de compléter l'article en donnant les références utiles à sa vérifiabilité et en les liant à la section « Notes et références ».
Olga Valerianovna Karnovitch, en russe Ольга Валериановна Карнович, princesse Paley, née à Saint-Pétersbourg le 2 décembre 1865 et morte à Paris le 2 novembre 1929, est la seconde épouse du grand-duc Paul Alexandrovitch de Russie.

## Biographie
Fille d'un médecin de la cour, le docteur Valerian Karnovitch, et d'Olga Meszaros, Olga Karnovitch passa son enfance à côté des palais impériaux à Tsarskoïe Selo. Jolie et mondaine, elle est remarquée par les cercles des officiers de la ville et fait la connaissance d'un officier de la Garde impériale de Russie, Erich Augustinovitch von Pistohlkors (1853-1935), qu'elle épouse en 1884 et dont elle a quatre enfants :
- Alexandre Erikovitch von Pistohlkors (1885-1944)
- Olga Erikovna von Pistohlkors (1886-1887)
- Olga Erikovna von Pistohlkors (1888-1963)
- Marianna Erikovna von Pistohlkors (1890-1976) dite Marianne.

En 1891, le grand-duc Paul devient veuf de sa première épouse née princesse Alexandra de Grèce, sa cousine, dont il avait eu deux enfants en bas âge et qui furent recueillis par sa belle-sœur, la grande-duchesse Élisabeth, en attendant. Ami de longue date d'Erich von Pistohlkors, il passe souvent ses soirées chez le couple Pistohlkors à Tsarskoïe Selo pour consoler son chagrin et dissiper son ennui ; il apprécie l'élégance et l'esprit mondain et vif d'Olga Valerianovna.
Olga vit d'abord son adultère dans un scrupule vite dissipé par l'esprit distingué du grand-duc et, petit à petit, en est de plus en plus flattée. Le couple Pistohlkors vit de plus en plus avec le grand-duc et passe des séjours au bord de la Baltique ou à la chasse ensemble, Erich von Pistohlkors est aussi flatté. Le grand-duc vient souvent accompagné de la sœur de Nicolas II avec qui il est ami. Ainsi les apparences sont sauves.
Jusqu'au moment où l'évidence d'une séparation se fait jour. Cela fait scandale à la cour, l'impératrice déteste Olga Valerianovna qu'elle avait aperçue de loin, et la rigueur de son éducation victorienne ne peut pas concevoir qu'un grand-duc puisse épouser une divorcée. Elle fait pression en ce sens auprès de son époux le tsar. Le scandale augmente encore lorsque Mme von Pistohlkors donne naissance, en 1897, à un fils adultérin, Vladimir, alors qu'elle n'est pas divorcée.

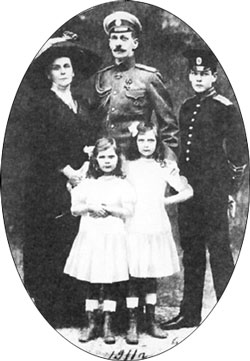
Olga Valerianovna, le grand-duc Paul et leurs enfants.

Nicolas II refuse à son oncle le mariage avec Olga Valerianovna lorsqu'elle divorce trois ans plus tard (son mari ayant mis longtemps avant de donner son accord). Il part donc à l'étranger et l'épouse morganatiquement à Livourne, presque en cachette.
Le grand-duc et Olga sont donc exilés par l'empereur et se font construire un élégant hôtel particulier à Boulogne-sur-Seine qu'Olga décore avec goût. Elle est reçue dans la haute société parisienne, notamment chez la comtesse de Fitz-James.
En 1904, le grand-duc demande un titre pour sa femme auprès du prince-régent Léopold de Bavière et Olga est titrée comtesse de Hohenfelsen, titre transmissible à ses enfants morganatiques.

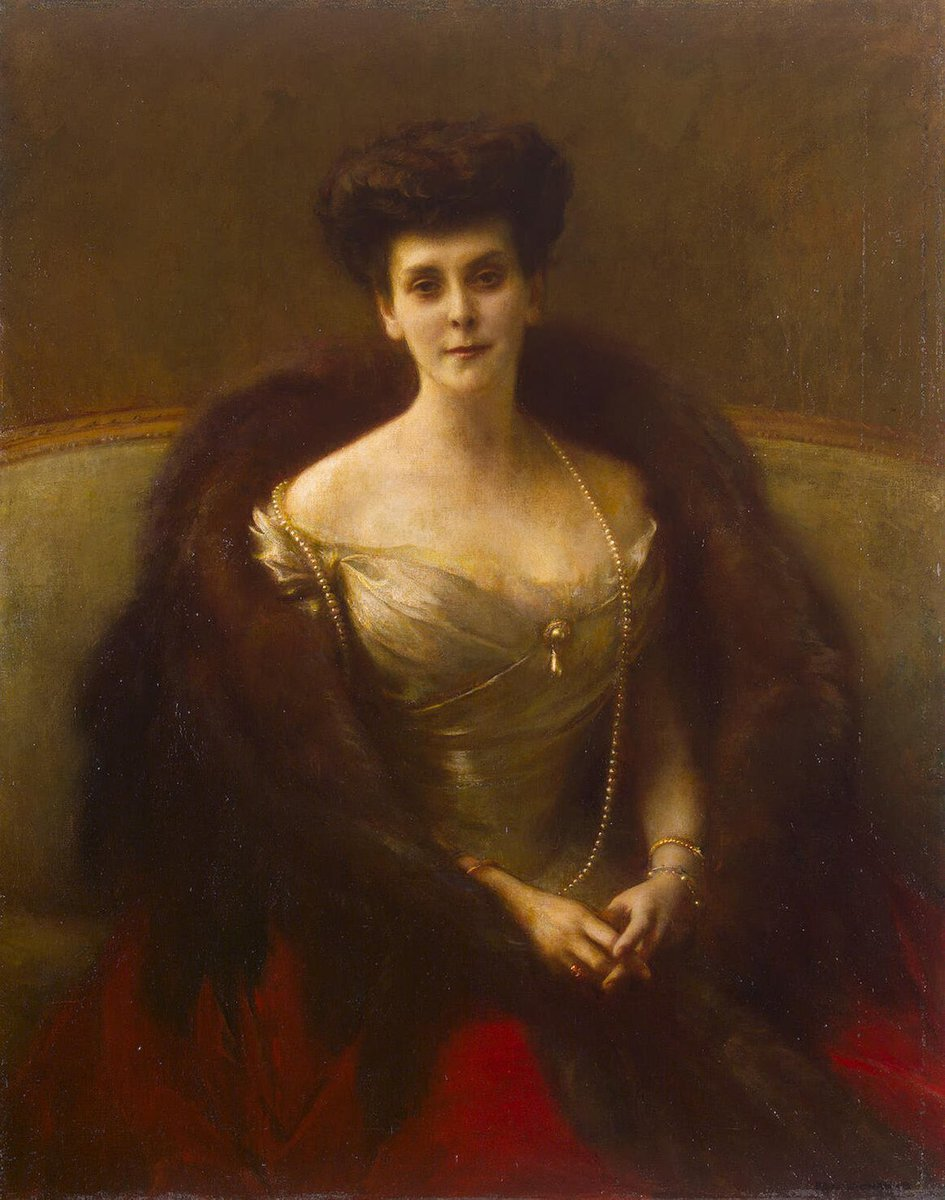
La princesse Valerianovna Paley.

Le couple ne peut rentrer en Russie qu'en 1913, lorsque l'empereur accorde son pardon à son oncle. En 1915, Olga, qui n'est toujours pas reçue à la cour est titrée par l'empereur princesse Paley ; mais en tant qu'épouse morganatique, elle n'est que rarement invitée aux réceptions officielles ou familiales et est toujours assise aux places les plus éloignées de la famille impériale, y compris de son mari.
De cette union naissent :
- Vladimir Pavlovitch Paley (1897 - exécuté sommairement en 1918).
- Irina Pavlovna (1903-1990) épouse en 1923 Théodore de Russie (1898-1968) divorce en 1950 et épouse la même année Hubert Coqueré de Montbrison.
- Natalia Pavlovna (1905-1981) épouse en 1927 le couturier Lucien Lelong (1899-1959), divorça puis après une idylle avec l'écrivain Jean Cocteau se remarie en 1937 avec le producteur John Chapman Wilson (1899-1961).

Lors de la révolution d'Octobre le grand duc Paul Alexandrovitch est arrêté et emprisonné à la forteresse Saint-Pierre-Saint-Paul, quant à la princesse Paley, elle s'installe avec ses deux filles chez des amis à Saint-Pétersbourg rebaptisée Petrograd. Olga Valerianovna tente de faire libérer son fils Vladimir, surnommé Volodia, et son époux Paul Alexandrovitch, mais en vain : Vladimir est exécuté sommairement avec d'autres membres de la famille impériale en juillet 1918 près d'Alapaïevsk et le grand duc Paul est assassiné à l'intérieur de la forteresse Pierre-et-Paul en 1919. Les jeunes princesses passent des moments difficiles dans Petrograd révolté. Natalia Pavlovna Paley, âgée de 13 ans, est molestée, probablement violentée par de jeunes bolcheviks, et ne s'en remettra jamais.
Début 1919, apprenant la mort de son mari, la princesse Paley s'enfuit de Russie avec ses deux filles en gardant le secret espoir que son fils était encore en vie. Aidée d'un soldat de l'Armée blanche, elles partirent de Petrograd et marchèrent durant deux nuits et un jour, traversant le lac Ladoga gelé. Le lac étant balayé par des projecteurs actionnés par les gardes rouges, le soldat cachait les deux jeunes filles sous un linge blanc afin que l'on ne distingue pas leurs silhouettes sur le lac blanchi par la glace. Les princesses parvinrent à Helsingfors, bientôt rebaptisé Helsinki, saines et sauves.

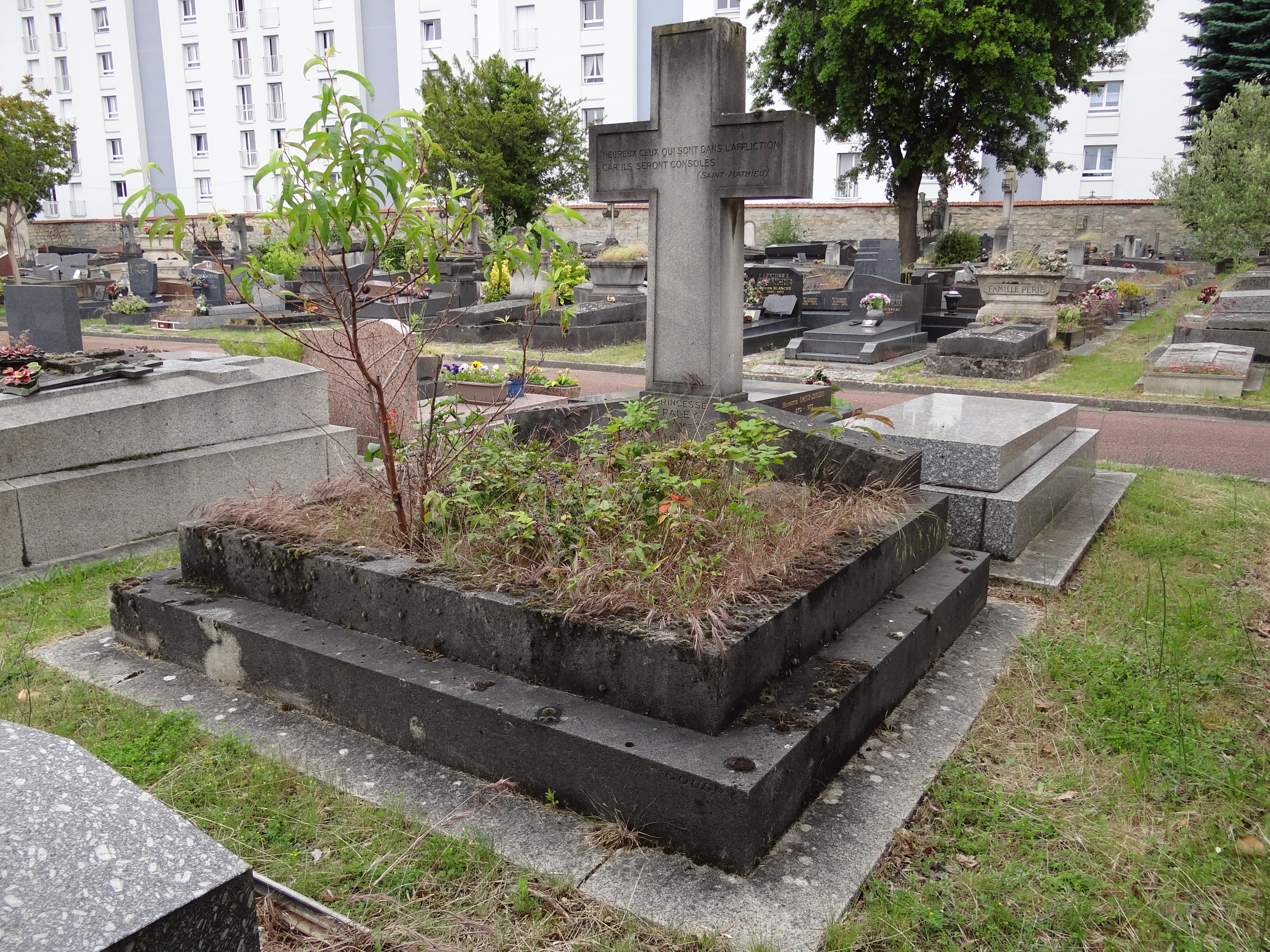
La tombe de la princesse Olga Karnovitch Paley au cimetière Gabriel-Péri de Colombes (Hauts-de-Seine).

Puis, les princesses quittèrent la Finlande et vinrent s'installer en France en 1920, d'abord dans son hôtel particulier de Boulogne, puis dans le 16e arrondissement de Paris, et enfin dans une villa qu'elle vit construire à Biarritz. La princesse Paley puisa dans ses ressources pour venir en aide aux exilés  de l'aristocratie russe. Olga Valerianovna, princesse Paley se dépensa sans compter pour les enfants russes exilés à Paris (1927). Elle finit sa vie à Neuilly-sur-Seine et décéda à Paris le 2 novembre 1929. Elle est inhumée au cimetière Gabriel-Péri de Colombes (92).